# Хофман, Теодор
Теодо́р Хо́фман (нем. Theodor Hoffmann; 27 февраля 1935, Густевель, округ Висмар — 1 ноября 2018, Берлин) — военно-морской деятель ГДР, в 1989—1990 годах последний министр национальной обороны ГДР, адмирал (1989 год).

## Биография
Из крестьянской семьи. В 1949—1950 годах работал в сельском хозяйстве. В 1951—1952 годах работал пионервожатым. 12 мая 1952 года поступил матросом на службу в Морскую народную полицию ГДР, предшественницу будущих ВМС. В 1952—1955 годах был курсантом Офицерской школы Морской Народной полиции в Штральзунде (Offizierschule der Volkspolizei-See in Stralsund), которая позже стала Высшую Офицерскую Школу ВМС имени Карла Либкнехта (Offiziershochschule «Karl Liebknecht»). После её окончания в 1956 году Хофмана назначают офицером по боевой подготовке в 7-ю флотилию ВМС ГДР. В этом же году он вступает в СЕПГ. В 1956—1959 годах Хофман командовал торпедным катером в 7-й, а затем в 6-й флотилии. В 1960—1963 годах Гофман учился в Военно-морской академии в Ленинграде и закончил её дипломированным военным специалистом. После своего возвращения в ГДР он в 1964—1971 годах занимал различные руководящие должности в 6-й флотилии фольксмарине (в том числе в 1968—1971 годах — заместитель командира и начальник штаба 6-й флотилии; в 1960 году ВМС ГДР были переименованы в фольксмарине). С 1 мая 1971 года по 30 ноября 1974 года Хофман в чине фрегатен-капитана сам командовал 6-й флотилией фольксмарине. После этого его переводят в штаб командования фольксмарине на должность заместителя начальника штаба по оперативной работе. 7 октября 1977 года он получил звание контр-адмирала. С 10-го июля по 30 ноября 1985 года он — заместитель командующего и начальник по боевой подготовке в командовании фольксмарине. С 1-го декабря 1985 года по 30 ноября 1987 года Хофман — заместитель командующего и начальник штаба фольксмарине. 
1 марта 1987 года его повышают до звания вице-адмирала, а 1 декабря 1987 года он становится заместителем министра национальной обороны ГДР и командующим Фольксмарине. В 1987—1989 годах Хофман также является членом коллегии министерства национальной обороны ГДР. 16 ноября 1989 года он получил чин адмирала, высшее адмиральское звание в Фольксмарине и 18 ноября 1989 года сменил Хайнца Кесслера на посту министра национальной обороны и члена комитета министров обороны стран-участниц Организации Варшавского договора. Он занимал этот пост до 18 апреля 1990 года, когда министерство национальной обороны было упразднено и ему на смену пришло переходное министерство обороны и разоружения во главе с Райнером Эппельманом. До 18 апреля 1990 года министр национальной обороны одновременно являлся и главнокомандующим ННА. 
Эппельман оставил за собой только министерские функции, и поэтому Хофман с 18 апреля по 14 сентября 1990 года служил ещё в качестве главнокомандующего ННА ГДР. 24 сентября 1990 года его уволили в отставку окончательно. В 1993 году выходят в свет мемуары Хофмана о последних днях существования ГДР и ННА «Последняя команда. Министр вспоминает» (нем. Das letzte Kommando. Ein Minister erinnert sich. В 1995 году была издана его автобиография «Команда Балтийское море. От матроса до адмирала» (нем. Kommando Ostsee. Vom Matrosen zum Admiral).

## Воинские звания
- Контр-адмирал — 7 октября 1977 года;
- Вице-адмирал — 1 марта 1987 года;
- Адмирал — 16 ноября 1989 года.

## Избранные награды
- Орден За заслуги перед Отечеством в бронзе
- Орден Шарнхорста